# Ko Seung-hwan
Ko Seung-hwan (* 14. November 1997) ist ein südkoreanischer Leichtathlet, der sich auf den Sprint spezialisiert hat.

## Sportliche Laufbahn
Erste internationale Erfahrungen sammelte Ko Seung-hwan bei den U20-Weltmeisterschaften 2016 in Bydgoszcz, bei denen er mit 21,50 s im Halbfinale des 100-Meter-Laufs ausschied. Im Jahr darauf schied er bei der Sommer-Universiade in Taipeh über 100 Meter, im 200-Meter-Lauf sowie mit der 4-mal-100- und 4-mal-400-Meter-Staffel in der ersten Runde aus. Zwei Jahre später belegte er bei den Asienmeisterschaften in Doha in 20,94 s den fünften Platz über 200 Meter. Zudem qualifizierte er sich mit der Staffel für das Finale, in dem sie aber nicht mehr an den Start ging. Anschließend nahm er über 200 Meter erstmals an der Sommer-Universiade in Neapel teil, bei der er in 21,09 s den siebten Platz belegte und mit der koreanischen 4-mal-100-Meter-Staffel in 39,31 s die Bronzemedaille hinter Japan und China gewann. 2023 gewann er dann bei den Asienmeisterschaften in Bangkok in 38,99 s gemeinsam mit Simon Lee, Shin Min-kyu und Park Won-jin die Bronzemedaille hinter den Teams aus Thailand und der Volksrepublik China. Zudem belegte er in 20,66 s den fünften Platz über 200 Meter. Im Oktober gewann er bei den Asienspielen in Hangzhou in 38,74 s gemeinsam mit Lee Jung-tae, Kim Kuk-young und Lee Jae-seong die Bronzemedaille hinter den Teams aus der Volksrepublik China und Japan. Bei den World Athletics Relays 2024 in Nassau verpasste er mit der 4-mal-100-Meter-Staffel eine Direktqualifikation für die Olympischen Spiele in Paris und im Jahr darauf verpasste er bei den World Athletics Relays in Guangzhou die Qualifikation für die Weltmeisterschaften in Tokio. Kurz darauf belegte er bei den Asienmeisterschaften in Gumi in 20,72 s den sechsten Platz über 200 Meter und 
In den Jahren 2020 und von 2022 bis 2024 wurde Ko südkoreanischer Meister im 200-Meter-Lauf sowie 2020 in der 4-mal-400-Meter-Staffel.

## Persönliche Bestzeiten
- 100 Meter: 10,42 s (+1,0 m/s), 1. April 2025 in Gimhae
- 200 Meter: 20,49 s (+1,2 m/s), 26. Juni 2024 in Jeongseon